# Everaldo Costa Azevedo
Everaldo Costa Azevedo (Jacuípe, 24 luglio 1944) è un ex pugile brasiliano naturalizzato italiano, due volte sfidante al titolo mondiale, avversario di Bruno Arcari e di Gianfranco Rosi nonché di altri campioni del ring come Nicolino Locche e Carlos Palomino.

## Carriera
Azevedo ha esordito nel 1963 combattendo da peso superleggero i primi 28 incontri in Brasile, il suo paese natale, con un record di 19 vittorie, 5 pareggi e 4 sconfitte. 
Successivamente combatté per più di quattro anni in Argentina (1966-1971), per un totale di altri 38 match. Durante questo periodo subì una sconfitta ai punti contro il futuro Campione del mondo WBA Nicolino Locche e ben 15 verdetti di parità. Secondo il suo manager, tali verdetti sarebbero stati pronunciati per non danneggiare gli avversari argentini di Azevedo che, pur risultando superiore, era brasiliano.
Azevedo tornò in Argentina per breve tempo poi si trasferì in Italia per risiedere a Pavia. In ogni caso, tra il novembre 1967 e il dicembre 1972, rimase imbattuto per 40 incontri  consecutivi. 
Fu allora collocato al n.2 della classifica della WBC per la categoria dei superleggeri e poté sfidare il campione del mondo Bruno Arcari. Il 2 dicembre 1972, a Torino, Azevedo evitò con cura la battaglia, non mancando di utilizzare qualche scorrettezza del mestiere. Nel finale inferse una ferita al sopracciglio del Campione del mondo che iniziò a sanguinare. Ciò non fu determinante per l'esito del match. Infatti il verdetto ai punti in favore di Arcari fu unanime.
Nel 1973, a Copenaghen, Azevedo sostenne due match con il campione europeo Jørgen Hansen, con una vittoria a testa, entrambe ai punti. Due anni dopo sconfisse il danese, a Skopje, per knock-out tecnico al sesto round. In questo periodo passò ai pesi welter e rimase imbattuto per tre anni, pur essendo ormai ultratrentenne.  
Fu quindi designato come sfidante al titolo mondiale WBC dei pesi welter, in possesso del messicano naturalizzato statunitense Carlos Palomino. Il 13 settembre 1977, a Los Angeles, Palomino riuscì a mantenere il titolo con verdetto unanime ed ampio margine di punti . In realtà i commentatori Chico Vejar e Gil Clancy dichiararono di non aver visto Palomino vincere un round prima dell'11º e, pertanto, di non condividere l'opinione dei giudici.
Pochi mesi dopo Azevedo combatté contro l'ex Campione del mondo Billy Backus, già vincitore del grande José Nápoles, in casa dello statunitense sul ring di Syracuse. Il verdetto finale fu di perfetta parità, con un giudice a testa per i due contendenti e uno che si era espresso per il pari.  
Nel 1978 subì una sconfitta dallo jugoslavo Marijan Beneš, futuro Campione europeo dei pesi superwelter e dallo Americano Rocky Fratto, futuro Campione di Nord America (NABF).  Nel 1979, invece, riuscì a battere ai punti a Parigi il campione europeo in carica dei superwelter, il francese Louis Acariès. Questi, nel febbraio 1980, si prese la rivincita, a Nizza, battendo Azevedo sempre ai punti.
Il 15 ottobre 1982, ormai naturalizzato italiano, sfidò l’emergente Gianfranco Rosi, di tredici anni più giovane, per il titolo italiano dei pesi welter. Rosi si impose per Kot al settimo round. Azevedo terminò la carriera battendo per la seconda volta per Kot l’ex campione europeo dei pesi welter Alain Marion. È l'ultimo dei suoi 128 match, con 79 vittorie.

### Caratteristiche tecniche
Azevedo fu un abile schermitore. Ciò gli permise di sopperire alla mancanza di potenza e di avere una vita longeva tra le corde. Nella sua lunga carriera ha combattuto in 17 paesi per quasi 20 anni, subendo oggettivamente i verdetti casalinghi di molte giurie locali. È stato comunque classificato come sfidante n. 2 al titolo mondiale dei superleggeri dalla WBC nel 1972 e n. 1 dalla WBA nel 1974.